# Woke

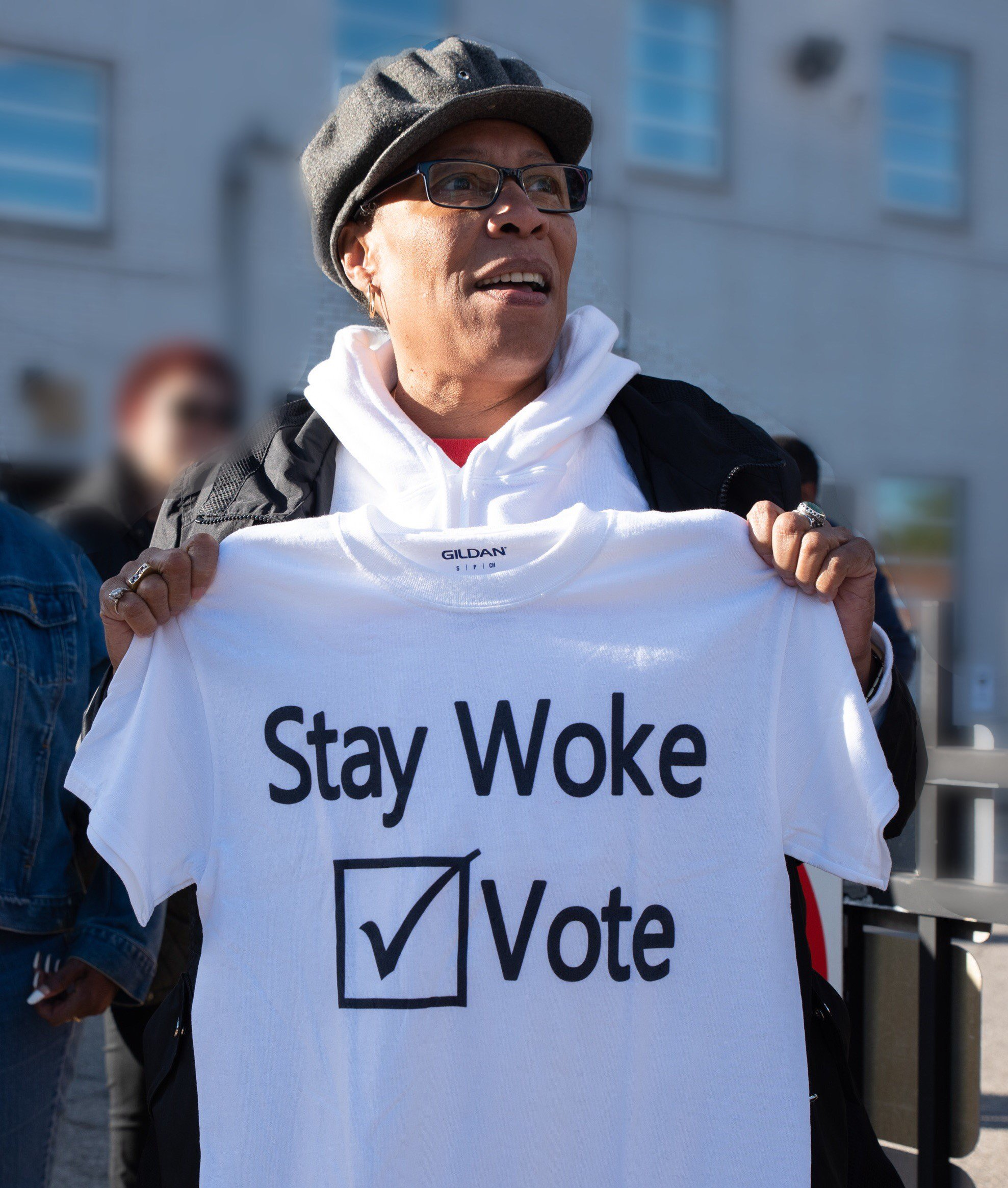
Den amerikanska kongressledamoten Marcia Fudge med en "Stay Woke: Vote" T-shirt, 2018

Woke (engelskt uttal: [woʊk], på svenska ungefär /wö͡ok/ eller /wå͡ok/ med diftong) är en politisk term som uppstått i USA som beskriver en medvetenhet om frågor som rör jämlikhet mellan olika etniciteter och genus, samt social rättvisa, diskriminering och rasism. Det kommer från uttrycket "stay woke" på afroamerikansk engelska, ungefär "stay awake" (förbli vaken). 

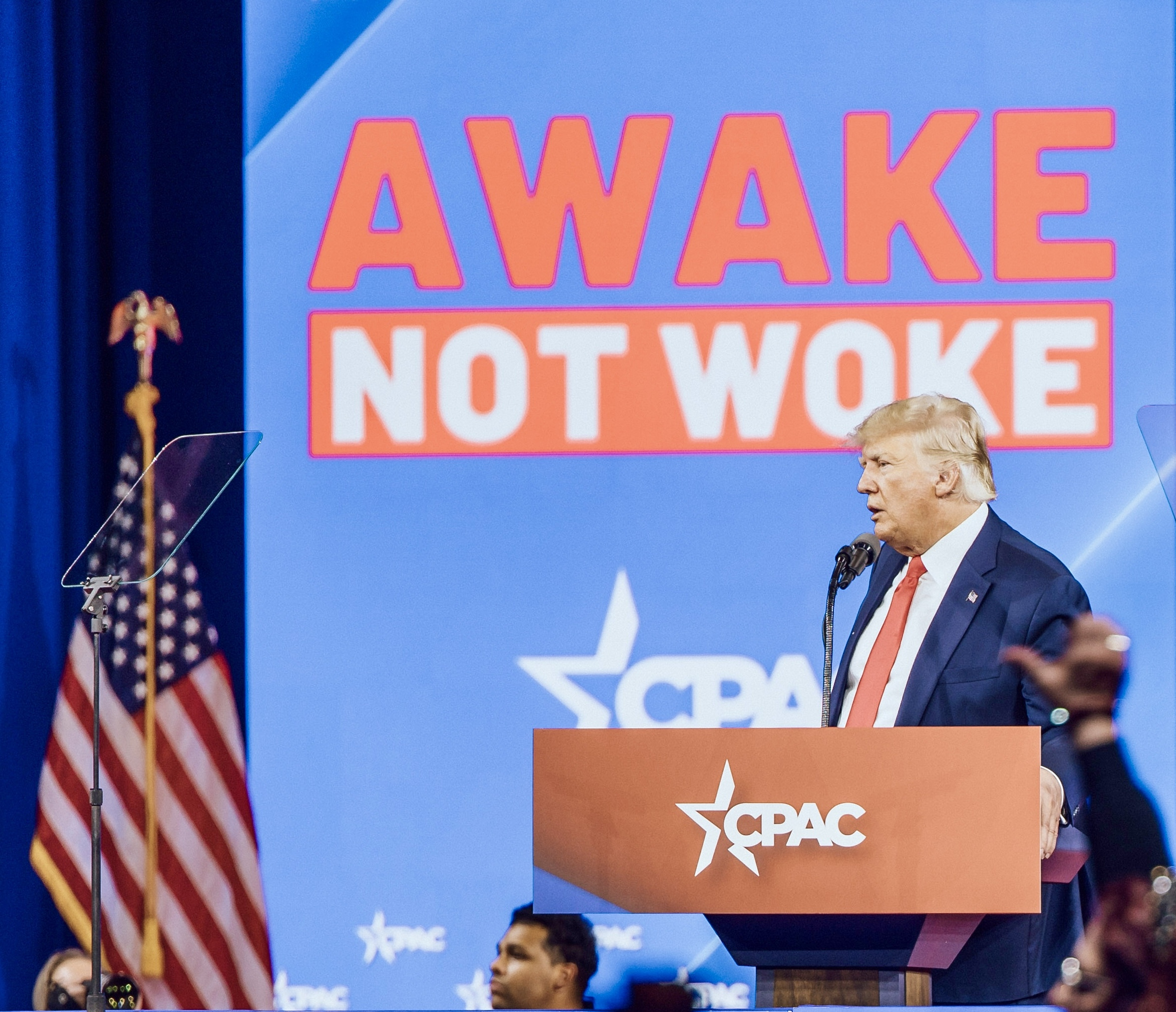
USA:s president Donald Trump som använder woke pejorativt under sin valkampanj 2022 med sloganen ”Awake, not woke”, alltså ”vaken, inte woke”.

Under 2010-talet blev begreppet mer allmänt känt och användes som ett uttryck för politisk medvetenhet och engagemang i frågor som rör jämlikhet och social rättvisa. Samtidigt har termen fått en politisk laddning och används numera förutom som en självbeteckning också pejorativt (nedsättande) eller sarkastiskt, då främst av personer inom den politiska högern och vissa inom den politiska mitten i västländerna riktat mot olika vänster- och progressiva rörelser. Begreppets betydelse varierar således beroende på sammanhang och politisk ståndpunkt.

## Begreppsanvändning
Woke är en mångtydig term som kan användas för att antingen positivt beteckna en medvetenhet om och engagemang för sociala frågor särskilt ojämlikhet, rasism och diskriminering, eller kritiskt peka på vad som uppfattas som överdrivet, ytligt eller moraliserande intresse för sådana frågor som manifesteras i symbolhandlingar och så kallad politisk korrekthet. Av motståndare kan det användas som nedlåtande samlingsnamn för kritisk rasteori, identitetspolitik, positiv särbehandling och politik som syftar till att motverka förtryck och orättvis resursfördelning i samhället.
Woke har också tolkats vara ett paket med "godkända" åsikter, och har använts sarkastiskt om personer som pretentiöst anser sig vara medvetna och upplysta men som enbart förespråkar dessa "godkända åsikter" av ren konformism.

## Bakgrund
På vissa varieteter av afroamerikansk engelska är woke perfekt particip av verbet wake, det vill säga motsvarande woken, den vanliga participformen i modern engelska. På afroamerikansk engelska används ofta samma form i preteritum (”I woke, I ate”) och i perfekt particip/supinum (”I have woke, I have ate” istället för "I have woken, I have eaten"). Ordet används alltså som ”I was sleeping, but now I’m woke.” istället för "I was sleeping but now I am awake", ungefär "Jag sov, men nu är jag vaken".
I mitten av 1900-talet började det dock användas i den överförda betydelsen ”politiskt medveten”. Enligt Oxford English Dictionary är det tidigaste skriftliga belägget för den överförda betydelsen från en artikel i New York Times från 1962 med titeln ”If you’re woke you dig it” av författaren William Melvin Kelley, som handlar om hur vita beatniks lade sig till med dåtidens afroamerikanska slang.
Begreppet populariserades 2008 i Erykah Badus sång ”Master Teacher”, där hon drömmer om en värld där det "are no niggas" men istället "only master teachers" som klargör att de "stay woke", och uttrycker då en befogad vaksamhet mot sociala och rasmässiga orättvisor. Begreppet har sedan fått spridning i Black Lives Matter-rörelsen till exempel efter skjutningen 2012 av Trayvon Martin.
Mot slutet av 2010-talet började motståndare till progressiva sociala rörelser ofta använda termen hånfullt eller sarkastiskt, och antydde att "wokeness" var en oärlig form av performativ aktivism. Den brittiske journalisten Steven Poole kommenterar att termen används för att håna "överrättfärdig liberalism." I denna nedsättande mening betyder "woke" att "följa en intolerant och moraliserande ideologi."

## Anti-woke
Anti-woke är en politisk rörelse som bland annat menar att woke-retorik används för att förtrycka människor till exempel genom att respektera icke-binära människors självvalda pronomen. Vissa har beskrivit anti-woke rörelsen som en identitetpolitisk rörelse. Exempel på anti-woke politisk agenda är att stänga ned utrymmen för HBTQI-personer, förbjuda att HBTQI-narrativ i undervisning och att skära ned ekonomiskt stöd till universitet som undervisar i kritisk rasteori. Detta har medfört att anti-woke med tiden har kommit att förknippas med att vara för eller positivt inställd till intolerans och ojämställdhet. 